# Grafen von Sternberg

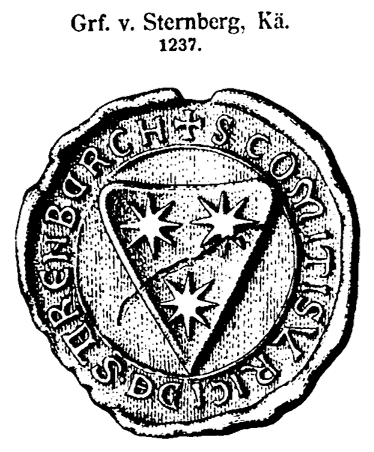
Siegel der Grafen von Sternberg (1237) in Siebmachers Wappenbuch

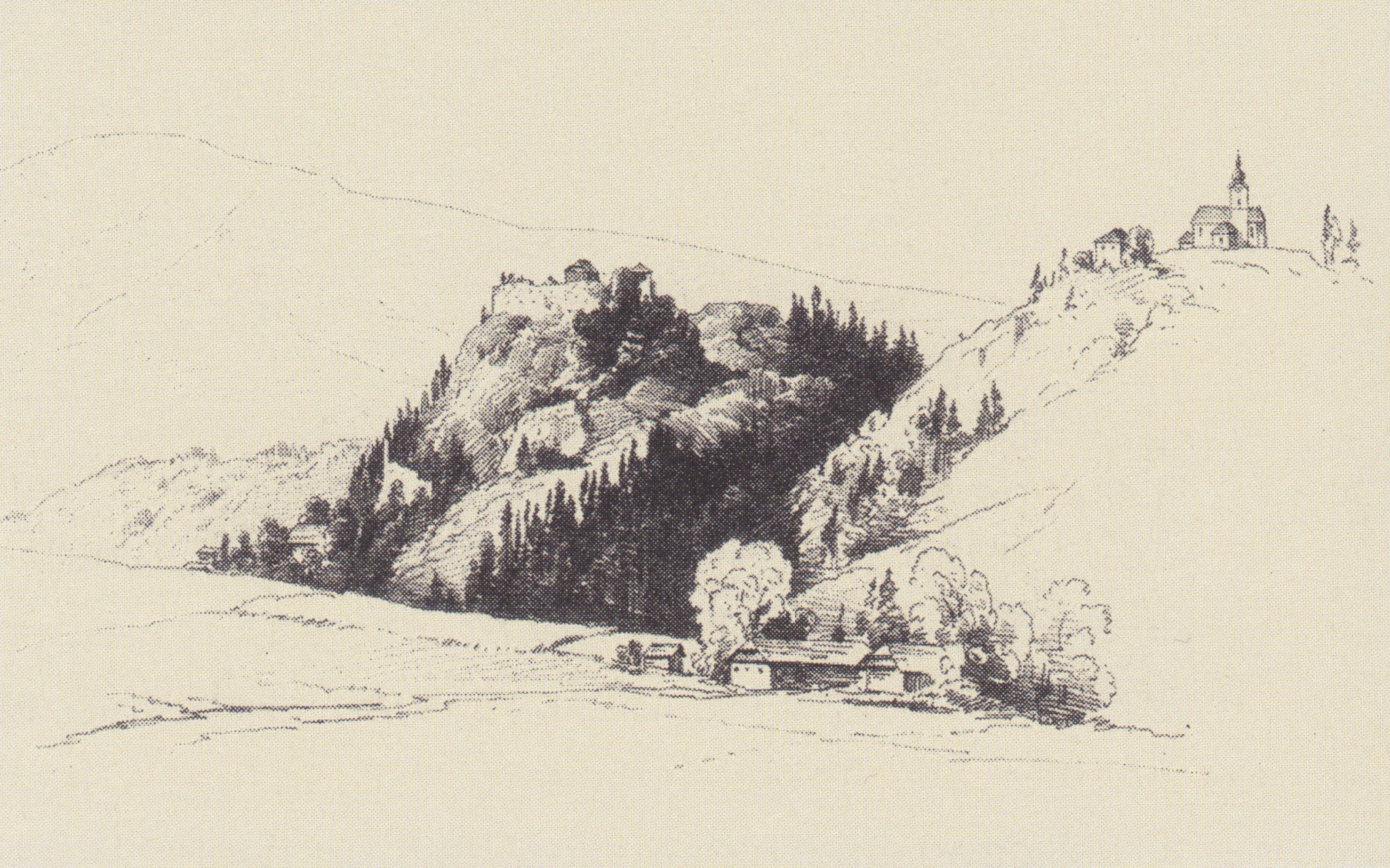
Ruine Sterberg und Kirche um 1850

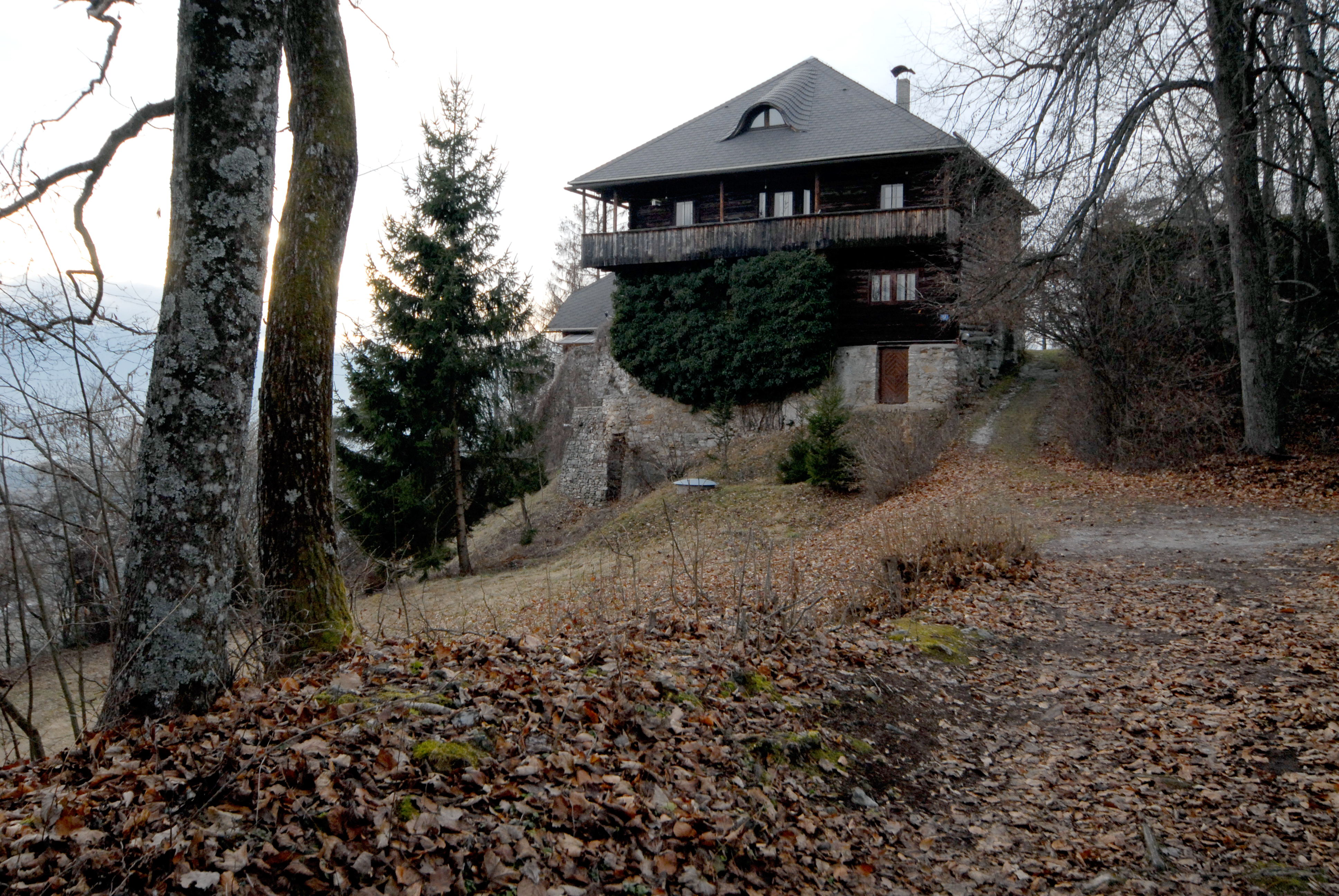
Überbaute Stammburg in Sternberg

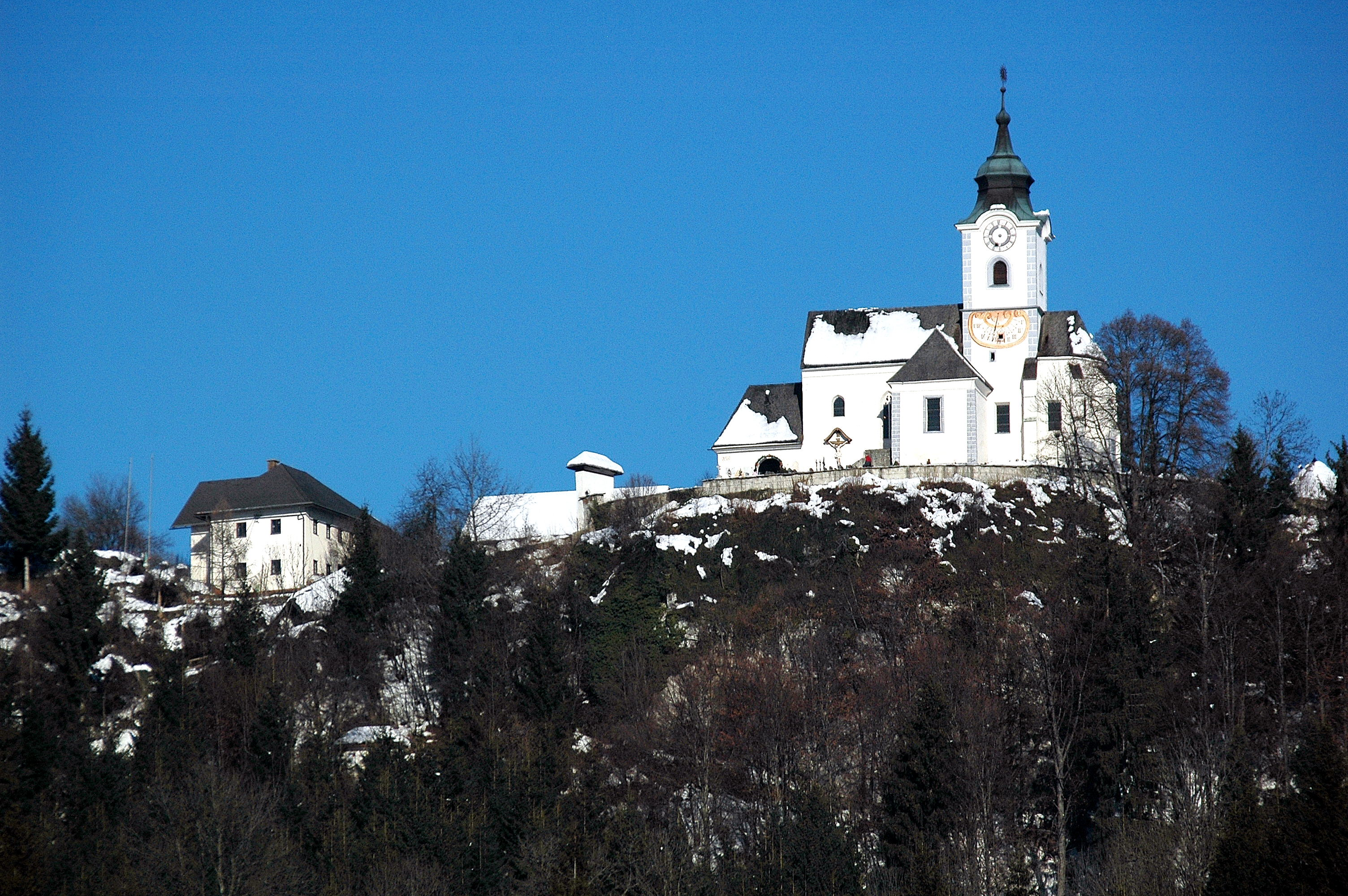
Kirche von Sternberg

Die Grafen von Sternberg, eine Seitenlinie der Grafen von Heunburg, waren ein reichsunmittelbares Kärntner Dynastengeschlecht, das etwa seit 1250 bis zu seinem Erlöschen im Jahre 1330 urkundlich aufscheint. Ihr Stammsitz war die gleichnamige Burg Sternberg auf einer steilen Anhöhe an den Südausläufern der Ossiacher Tauern, Gemeinde Wernberg.
Die Kärntner Grafen von Sternberg sind von den böhmischen Grafen von Sternberg, dem fränkischen Adelsgeschlecht derer von Sternberg und den westfälischen Grafen von Sternberg zu unterscheiden.

## Geschichte
Die Grafen trugen die Herrschaft Sternberg Heinrich, dem Herzog von Kärnten, an und empfingen sie von ihm als Lehen wieder zurück. Östlich der Burg, auf einer gegenüber liegenden Anhöhe, steht heute noch die Kirche des hl. Georg, eine Gründung der Grafen von Sternberg, die urkundlich erstmals im Jahre 1285 erwähnt wird. Walter, der letzte männliche Angehörige des Geschlechts, verkaufte Sternberg an Graf Meinhard von Ortenburg. Die Grafen von Sternberg gelten als Begründer von Landskron. In der Auseinandersetzung des Königs von Böhmen Ottokar II. Przemysl mit Philipp von Spanheim (1247–1256 Elekt-Erzbischof von Salzburg, 1269–1273 Patriarch von Aquileia und 1275–1279 Titularherzog von Kärnten) in den Jahren 1269–1271 ergriffen, wie viele andere kärntnerische Dynastengeschlechter sowie die Bischöfe von Gurk und Bamberg, auch die Grafen von Sternberg die Partei des Böhmen. In weiterer Folge gelangte Sternberg an die Grafen von Cilli. 1447 wird Andreas von Graben zu Sommeregg als Pfleger sowie ab 1450 als Burggraf genannt.
Kaiser Friedrich III. verlieh nach dem Aussterben der Cillier im Jahr 1456, dem Heimfall von Ortenburg und Cilli, die Burg Sternberg mit dem Titel eines Freiherrn von Sternberg im Jahre 1459 dem einstigen Feldhauptmann der Grafen von Cilli, Johann Wittovitz (Jan Vitovec von Hreben – böhmischer Herkunft), der im Streit um das Erbe der erloschenen Grafen von Cilli (1456) zunächst Gegner des Kaisers gewesen war und die Interessen der letzten Gräfin von Cilli (Katharina Brankovič) vertreten hatte, dann aber mehrmals die Seiten wechselte. In dieser Zeit wurde die Burg Sternberg dem Erdboden gleichgemacht.

## Wappen
Drei achtstrahlige goldene Sterne (2,1) im roten Schild, ähnlich dem Wappen der Grafen von Heunburg, die drei achtstrahlige goldene Sterne im blauen Schild führten. Für am Kaiser Friedrich geleisteten Dienste als Feldhauptmann wurde der aus Böhmen kommende Jan Vitovec in den Freiherrnstand erhoben und mit dem Wappen derer von Sternberg belohnt.

## Besitz
Wie viele andere Dynastengeschlechter hatten auch die Grafen von Sternberg Lehen des Bistums Salzburg.
In Kärnten
- Die Allode der Grafen erstreckten sich nordwestlich von Velden entlang des Wörthersees.
- Herrschaft Paternion

In Krain
- Görtschach – Goričane, 14. Jahrhundert
- Gebiete um den heutigen Ort Lož (Laas) in Innerkrain